# Okay Airways
Okay Airways (in cinese: 奥凯航空公司; pinyin: Aòkǎi Hángkōng gōngsī) è una compagnia aerea con sede nel distretto di Shunyi, Pechino, Repubblica popolare cinese. Opera servizi di volo passeggeri e di trasporto merci. I suoi hub principali sono l'aeroporto di Tientsin-Binhai e l'aeroporto Internazionale di Xi'an-Xianyang, mentre un hub secondario è l'aeroporto di Changsha-Huanghua.

## Storia
Okay Airways è stata fondata nel giugno 2004 e nel febbraio 2005 ha ricevuto la licenza per l'attività di vettore aereo dalla Civil Aviation Administration of China (CAAC). È la prima compagnia aerea del settore privato cinese. Il primo volo del vettore dalla sua base a Tianjin a Changsha è stato l'11 marzo 2005, con 81 persone a bordo.
Okay Airways ha noleggiato tre Boeing 737-300F e ha iniziato i servizi cargo come partner locale di FedEx Express nel marzo 2007.
I voli sono stati sospesi per un mese a partire dal 15 dicembre 2008, a causa di una controversia tra il vettore e i suoi azionisti.

## Flotta

### Flotta attuale

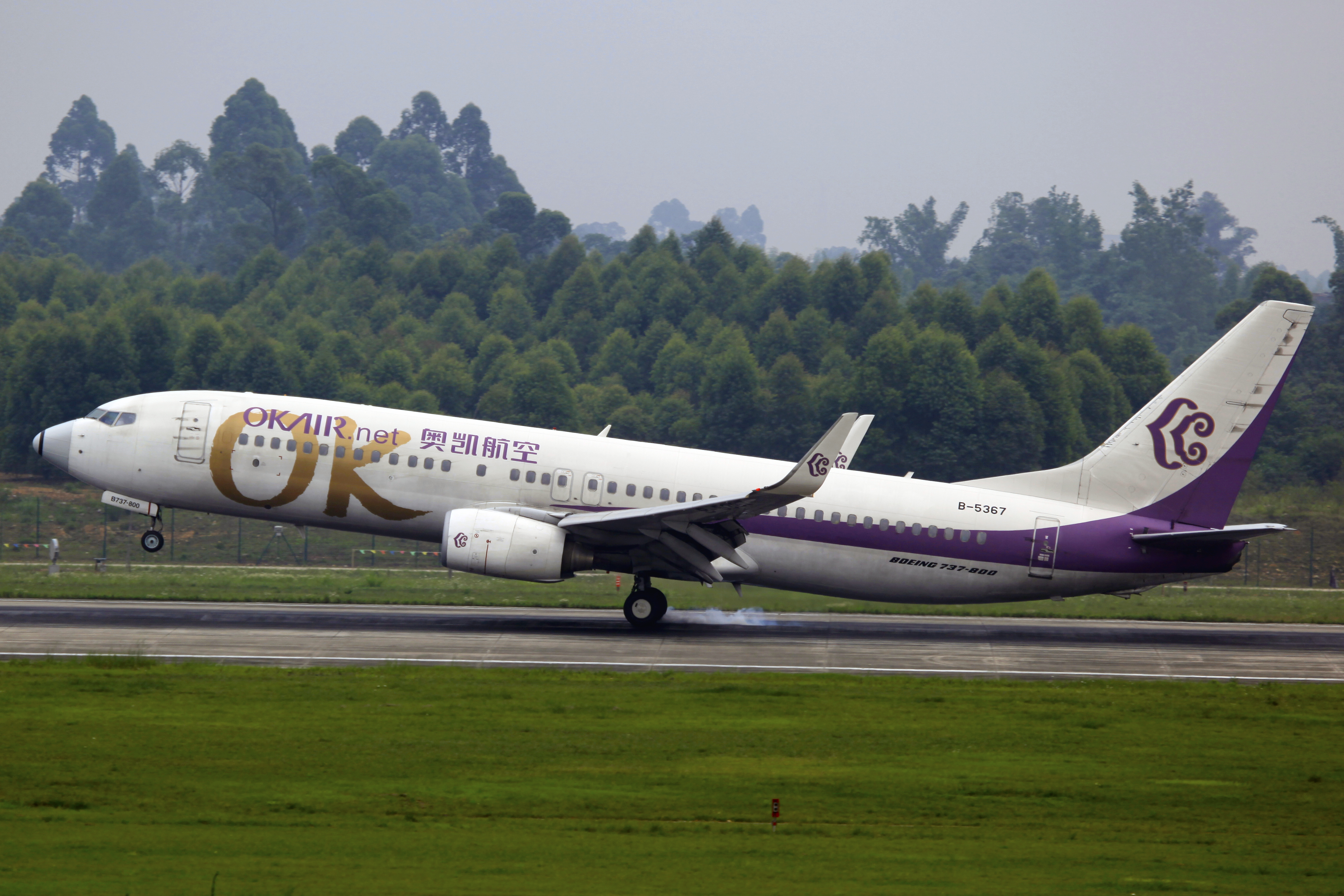
Un Boeing 737-800 nella livrea precedente.

A giugno 2023 la flotta di Okay Airways è così composta:

### Flotta storica
La compagnia aerea ha operato in precedenza con alcuni Xian MA60, Boeing 737-300, Boeing 737-500, Boeing 737-900 e Boeing 737 MAX 8.